# 페스티발 (2010년 영화)
"페스티발"은 2010년에 개봉된 대한민국의 영화이다.

## 캐스팅
- 신하균 : 곽장배 역
- 엄지원 : 지수 역
- 심혜진 : 순심 역
- 성동일 : 기봉 역
- 류승범 : 상두 역
- 백진희 : 자혜 역
- 오달수 : 광록 역
- 문세윤 : 덕구 역
- 최권 : 인수 역
- 오윤홍 : 꽃집녀 역
- 조경숙 : 광록 처 역
- 선욱현 : 소장 역
- 드 브리스 커트 제이슨 : 롸버트 / 은행 외국인 역
- 김아중 : 수정 역 (특별출연)
- 박소현 : 예쁜 언니 역 (특별출연)
- 한상진 : 택배기사 역 (특별출연)